# Teak
Teak (Tectona grandis) är ett träd i familjen kransblommiga växter (Lamiaceae) som förekommer i södra och sydöstra Asien. Artepitet grandis i det vetenskapliga namnet är latin för stor.

## Utseende
Arten är ett lövfällande träd som kan nå en höjd av 45 meter. I odlingar blir trädet sällan högre än 24,5 meter. Teak har en grå till gråbrun bark, äggformiga gröna blad med en yta som påminner om grovt läder, vita blommor samt runda frukter omslutna av kapslar. Hos bladens undersida och frukterna förekommer små håriga utväxter (trikom). Det gulbruna träet får gradvis en intensiv rödbrun färg när det exponeras för solljus. Trädets rötter ligger vanligen tätt under markytan och sällan djupare än 50 cm. Hos stora träd har rotsystemet en radie av 15 meter.

## Utbredning
Teakträdets ursprungliga utbredningsområde sträcker sig från Indien över det sydostasiatiska fastlandet till indonesiska öar och västra Nya Guinea. Arten introducerades i flera stater med tropiskt klimat över hela världen. Teak föredrar tropikerna med en tydlig avgränsning mellan regntider och torra perioder. Anpassningsförmågan är däremot bra och teak växer till och med i landskap med endast 600 mm nederbörd per år.
I södra Asien hittas trädet ofta i lövskogar tillsammans med växter av släktena respektive arterna Xylia, Afzelia xylocarpa, Terminalia och lagerströmiasläktet.

## Ekologi
Teakträdet tappar löven under senare delen av den torra perioden och de bildas efter 3 till 4 månader på nytt. Trädet blommar på Sydostasiens fastland under sommaren (juli till augusti) och frukterna mognar mellan september och december. På sydostasiatiska öar som Java sker blomningen senare (oktober/november) men likaså under regntiden. I varje frukt förekommer upp till fyra frön. Under naturliga förhållanden blir bara 0,5 till 5 procent av blommorna mogna frukter. Andelen kan ökas till 60 procent med hjälp av konstgjord pollinering. Trädets fröspridning sker främst med hjälp av vinden och delvis via vatten.

## Användning
Trädets olika delar används i den traditionella asiatiska medicinen. Till exempel används träet mot hemorrojder och dysenteri, blommorna brukas för behandling av bronkit samt mot sjukdomar av gallblåsan och urinsystemet och blommornas olja används mot skabb. Som virke är teak hårt och beständigt mot röta, men är också mycket dyrt.

## Galleri

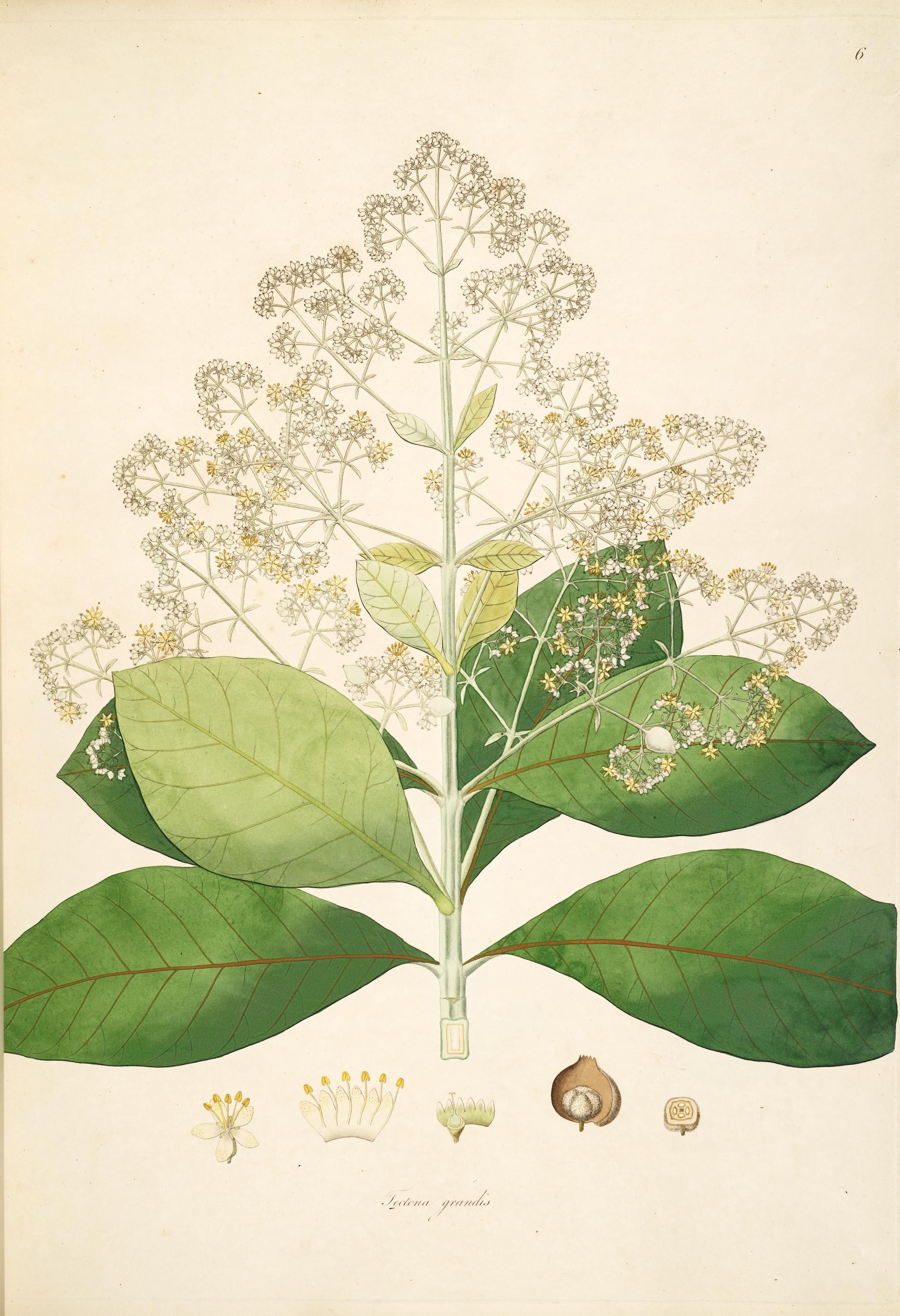
Teckning som visar blad, blomställning, ensam blomma och kapsel med frukt
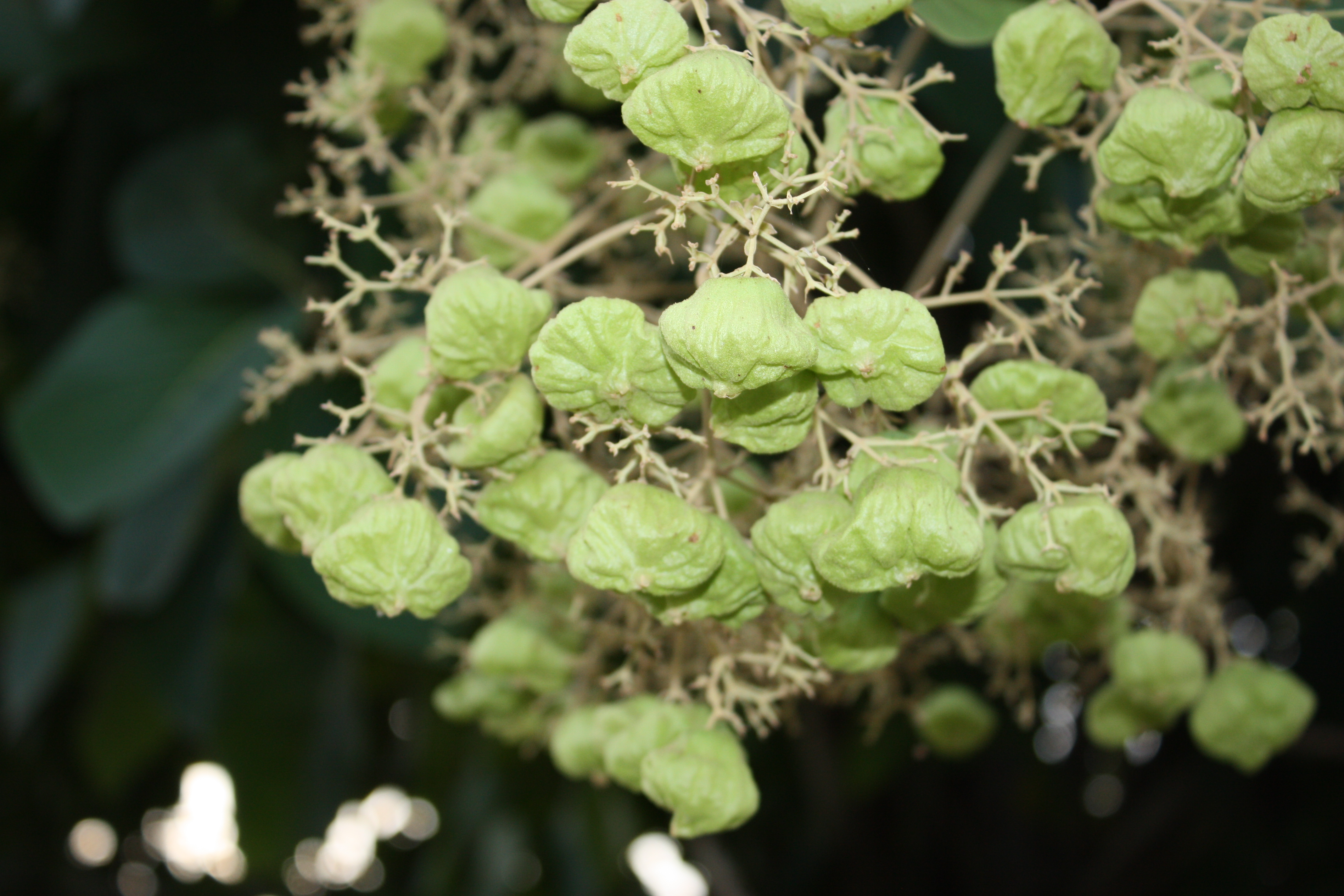
Omogna kapslar
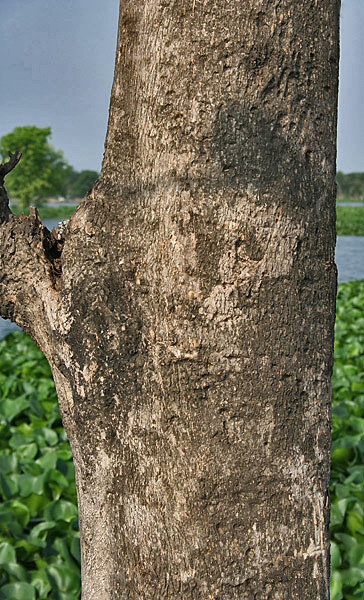
Närbild på barken
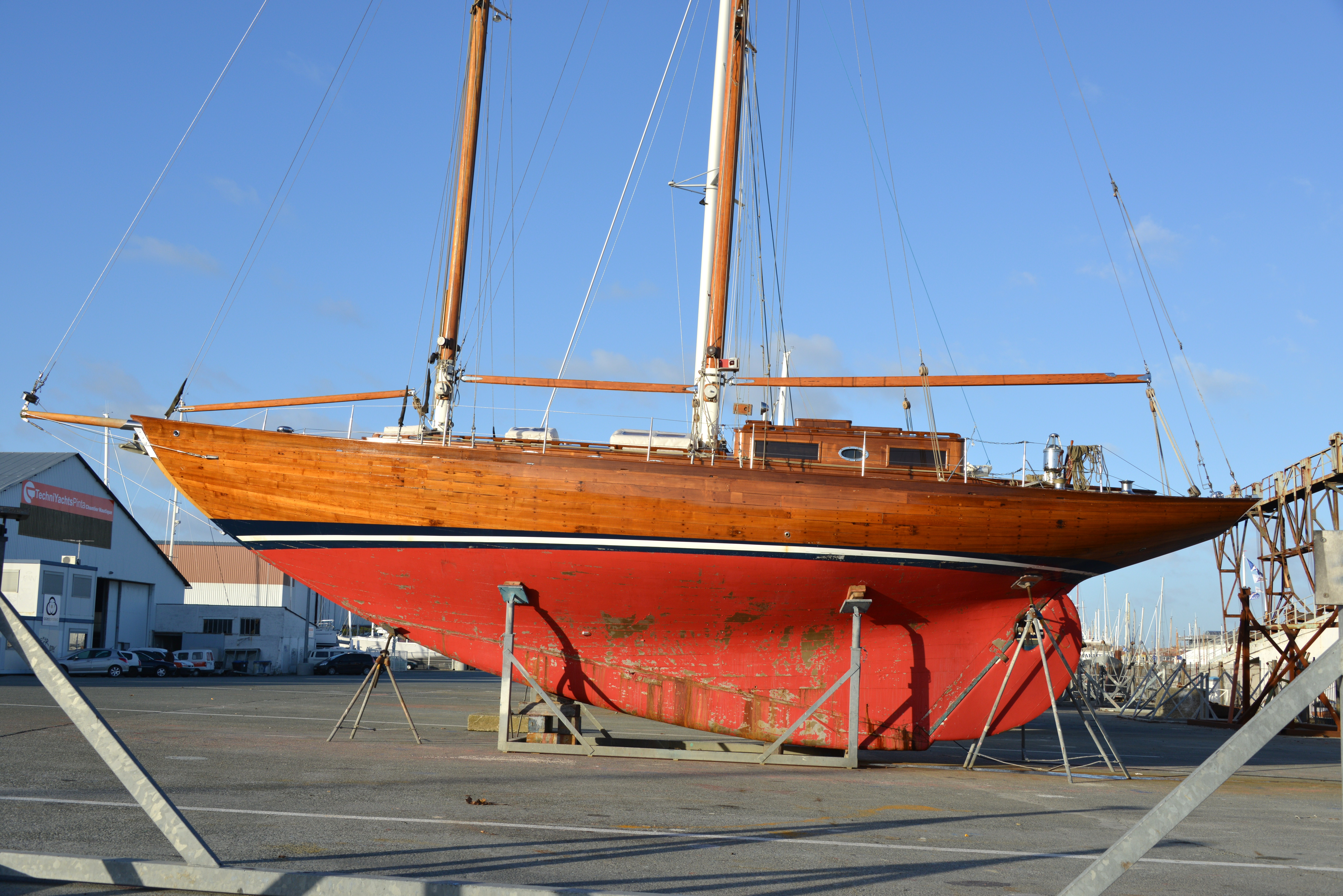
En segelbåt byggd av trä från teakträdet